# Fréchencourt
Fréchencourt là một xã ở tỉnh Somme, vùng Hauts-de-France, Pháp.

## Địa lý
Thị trấn này tọa lạc 8 dặm Anh về phía đồng bắc của Amiens trên đường D115.

## Dân số
| 1962                                                         | 1968 | 1975 | 1982 | 1990 | 1999 |
| ------------------------------------------------------------ | ---- | ---- | ---- | ---- | ---- |
| 154                                                          | 158  | 165  | 181  | 222  | 227  |
| Số liệu điều tra dân số từ năm 1962, dân số không tính trùng |      |      |      |      |      |